# 이토 스케타케 (1559년)
이토 스케타케/스케타카(일본어: 伊東 祐兵, 분로쿠 2년 음력 1월 15일(1559년 2월 22일) ~ 게이초 5년 음력 10월 11일(1600년 11월 16일)는 이토(伊東) 가문 제11대 당주이며, 휴가 오비번의 초대 번주이다.

## 생애

### 도망자
에이로쿠 11년(1568년)에 오비성에 들어가 시마즈씨와 싸웠다. 하지만 덴쇼 5년(1577년), 후쿠나가 단바노카미와 메라 미노노카미의 모반에 호응한 시마즈가 침공해 들어옴에 따라 아버지・이토 요시스케와 함께 사도와라로 도망친다. 그 후 휴가국을 버리고 메라 산중에서 다카치로를 거쳐 분고국까지 멀리 도망쳐, 친척인 오토모 소린에게 의지했다.
오토모씨는 요시스케와 그의 손자·요시카타를 위해 휴가에 쳐들어가 시마즈군과 충돌했다. 이에 미미가와 전투가 발발했고, 그 결과 오토모는 시마즈에게 재기불능에 이를 정도로 궤멸당한다. 미미사카에서의 참패로 분고에 있기 어려워진 스케타카는, 적손·요시카타와 스케카쓰 형제를 오토모가에 남기고, 아버지・요시스케와 가와사키 스루가노카미・곤스케 부자 넷이 함께 비밀리에 분고를 탈출한다. 이요국으로 멀리 도망쳐 고노씨를 의지했지만 이요에서도 만족할만한 생활은 하지 못했고, 가와사키 스루가노카미와 함께 술을 빚어 팔아 생활했다고 한다.

### 히데요시의 가신이 되다
그 후, 일찍이 이토씨에게 신세를 졌던 야마부시 미쓰미네가 하리마 히메지에서 이토 소베노스케(掃部助)라는 도요토미 히데요시의 기호로슈(黄母衣衆)를 만났는데, 그 일을 계기로 하시바 히데요시의 가신이 된다.
히데요시의 가신이 된 스케타카는 덴쇼 10년(1583년)의 야마자키 전투에서 활약해 은상으로 “구리가라용의 창”과 가와치 500석을 영지로 받는다. 그리고 덴쇼 15년(1587년)의 규슈 정벌에서 길안내 역할을 맡은 공적으로, 옛 영토인 교타케(清武)·소이(曾井)·오비(飫肥)의 2만 8000석을 받아 다이묘로 복귀하게 된다. 조선 출병(임진왜란)에도 참가했다(조선에서 돌아온 후 오비의 고쿠다카(石高)는 한번에 3만 6000석까지 오른다).

### 세키가하라
1600년(게이초 5년) 세키가하라 전투 때는 오사카에서 머물고 있었지만 중병으로 침상에 누워있었기 때문에 자신은 출진하지 못했다. 그러나 비밀리에 적장자·스케노리를 영지에 보내 군비를 갖추고, 구로다 요시타카에게 부탁해 도쿠가와 이에야스와도 손을 잡는다. 영지에서는 가로·이나즈 소베노스케(掃部助) 등이 진두지휘하여 다카하시 모토타네 소유의 성인 미야자키성을 공격한다. 이후 다카하시가 동군으로 돌아섬에 따라 미야자키 성은 반환했지만, 동군의 일원이었던 점은 인정받아 전후 이에야스에게서 영토의 유지를 보장받는다. 그러나 그해 질병으로 세상을 떠났다.